# Kozarnika
Kozarnika (bulgare : Козарника, « Abri de la chèvre ») est une grotte du nord-ouest de la Bulgarie qui a été utilisée comme abri par des groupes de chasseurs-cueilleurs dès le Paléolithique inférieur. La séquence stratigraphique commence il y a 1,6 million d'années et se poursuit jusqu'au Moyen Âge. La grotte a livré des ossements fossiles d'animaux portant des incisions régulières, datées de plus d'un million d'années, et interprétées par certains chercheurs comme les plus anciennes preuves de comportement symbolique découvertes à ce jour. Elle a également fourni les plus anciens assemblages connus d'outils lithiques du Gravettien.

## Localisation
La grotte de Kozarnika se trouve à 6 km de la ville de Bélogradtchik au nord-ouest de la Bulgarie, sur les pentes du nord des Balkans, près des plaines du Bas-Danube. Elle est ouverte au sud, à 85 m au-dessus de la vallée. Avec une longueur de 210 m, la grotte est de dimensions modestes pour la région du karst de Belogradtchik.

## Historique

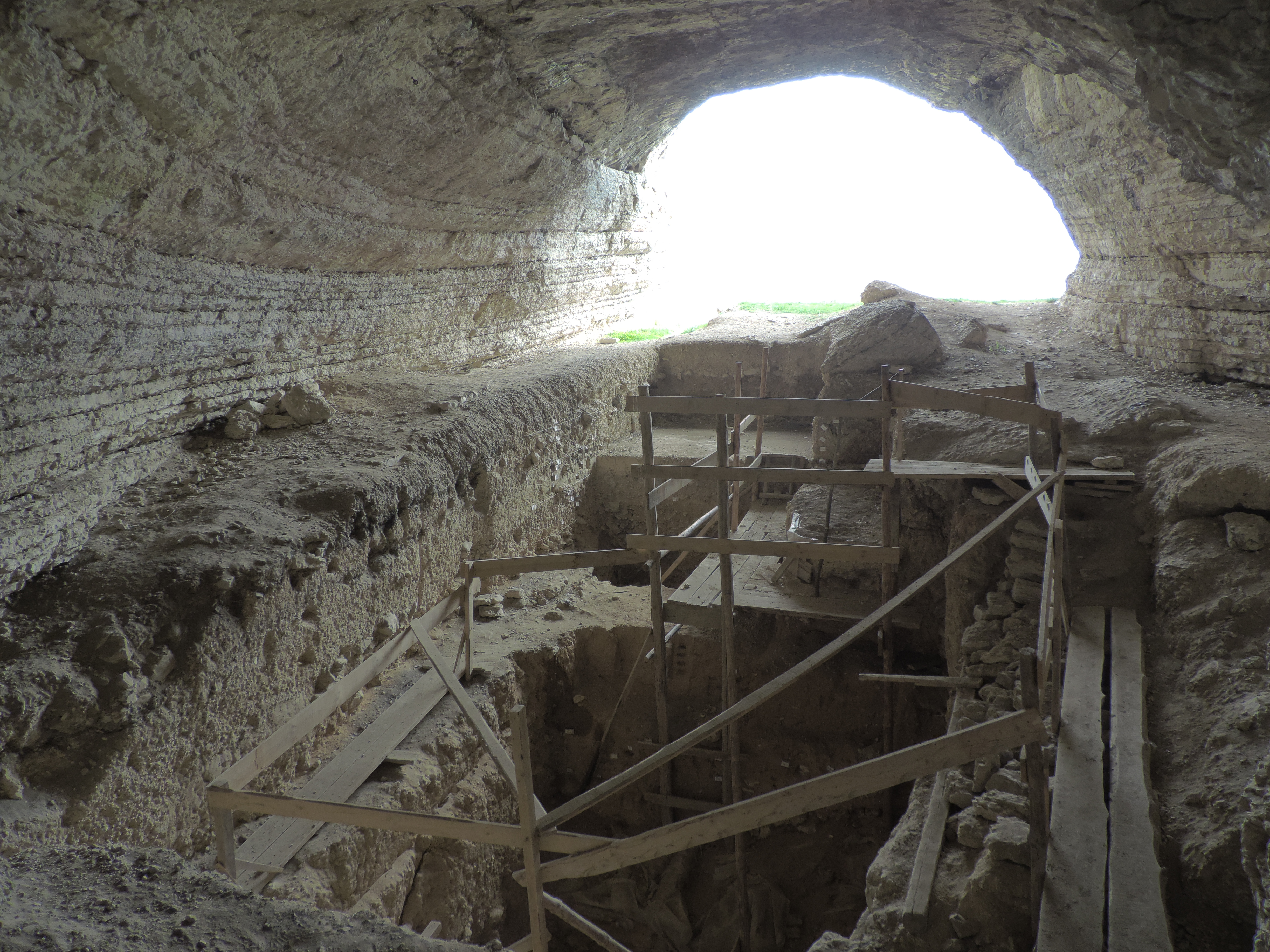
Photo des fouilles 1.

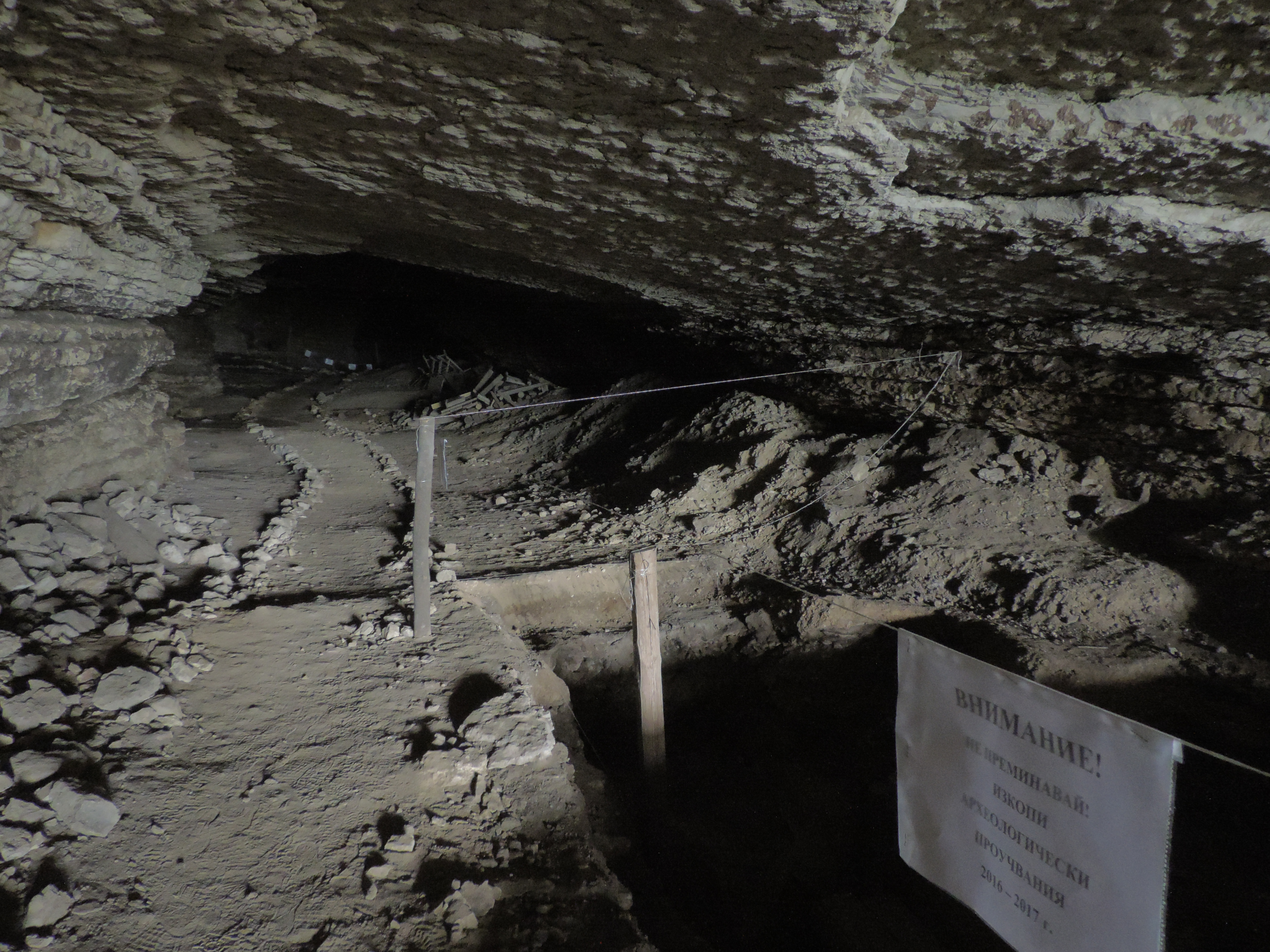
Photo des fouilles 2.

Les recherches archéologiques dans la grotte de Kozarnika ont débuté en 1984. Depuis 1996, les fouilles sont dirigées par Nikolay Sirakov (Institut archéologique et musée de l'académie des Sciences bulgare, Sofia, Bulgarie) et Jean-Luc Guadelli (IPGQ - UMR5199 du CNRS, Bordeaux, France).
Les fouilles de la grotte se poursuivent à travers des campagnes annuelles.

## Séquence stratigraphique
Au cours des deux dernières décennies, 21 couches archéologiques ont été reconnues. Elles contiennent, de bas en haut, des complexes archéologiques du début du Paléolithique inférieur (niveau 13 - 11a), du Paléolithique moyen (niveau 10b - 9a), du début du Paléolithique supérieur (niveau 6/7), une séquence d'une industrie de lames à dos que les chercheurs ont nommé le Kozarnikien (niveau 5c - 3a), du Néolithique ancien, de l'âge du cuivre tardif, de l'âge du bronze tardif, du Moyen Âge et du Moyen Âge tardif.

### Paléolithique inférieur
Pour les niveaux anciens, la chronologie est basée sur le paléomagnétisme (évaluation de l'âge à partir des inversions du champ magnétique terrestre enregistrées dans les sédiments) et les analyses de la microfaune et de la grande faune.
Dans les couches profondes, datées de 1,4 à 1,6 million d'années AP, les archéologues ont découvert une molaire humaine, qui est considérée comme le plus ancien vestige fossile humain connu en Europe. Elle est associée à une industrie lithique à éclats de type oldowayen. On a trouvé un peu plus haut dans la séquence stratigraphique des ossements fossiles d'animaux portant des incisions régulières, qui pourraient être les plus anciens témoignages de comportement symbolique humain.  

### Paléolithique moyen
Les couches du Paléolithique moyen, datant de 300 000 à 50 000 ans AP, ont livré des nucléus Levallois, des racloirs et de rares  pointes moustériennes présentant des affinités avec l'est des Balkans, ainsi que quelques pointes foliacées bifaciales. Ces industries sont peut-être liées à la présence de groupes de chasseurs néandertaliens.

### Paléolithique supérieur
Les couches du Paléolithique supérieur ont livré les plus assemblages d'outils lithiques :
| Stratigraphie | Datations (non calibrées) | Culture                               |
| ------------- | ------------------------- | ------------------------------------- |
| Niveau VII    | 36000 à 39000 AP          | Industrie de transition "Kozarnikien" |
| Niveau IV-VI  | 25000 à 26500 AP          | Gravettien                            |
| Niveau I-III  | 20000 à 11500 AP          | Épigravettien                         |

## Analyse
Kozarnika se trouve sur un itinéraire de peuplement humain de l'Europe via les Balkans en provenance du Proche-Orient, qui est manifestement antérieur à celui emprunté par les porteurs de l'Acheuléen via le détroit de Gibraltar, bien qu'à ce jour rien ne démontre qu'une des séquences archéologiques aurait ses racines hors d'Europe. Kozarnica contribue à montrer un peuplement de l'Europe très ancien, bien antérieur au million d'années, et bien plus ancien que les premières manifestations de l'Acheuléen en Europe.

### Sources bibliographiques
- Jean-Luc Guadelli, Nikolay Sirakov, et al. (2005) - « Une séquence du Paléolithique inférieur au Paléolithique récent dans les Balkans : la grotte Kozarnika à Orechets (nord-ouest de la Bulgarie) », in : Données récentes sur les modalités de peuplement et sur le cadre chronostratigraphique, géologique et paléogéographique des industries du Paléolithique inférieur et moyen en Europe, Molines, N., Moncel, M.-H. et Monnier, J.-L., (dir.), BAR International Series 1364, Actes du Colloque International de Rennes, 22-25 septembre 2003, pp. 87-103. (résumé)
- Nikolay Sirakov, Jean-Luc Guadelli, et al. (2010) - « An ancient continuous human presence in the Balkans and the beginnings of the settlement of western Eurasia. The Lower Pleistocene example of Lower Palaeolithic in Kozarnika cave (North-western Bulgaria) », Quaternary International, vol. 223-224,  pp. 94-106.
- Tsanova, T. (2006) - Les débuts du Paléolithique supérieur dans l’Est des Balkans. Réflexion à partir de l’étude taphonomique et techno-économique des ensembles lithiques des sites de Bacho Kiro (couche 11), Temnata (couches VI et 4) et Kozarnika (niveau VII), Université de Bordeaux 1, Thèse de Doctorat, 545 p.

### Autres références
1. ↑  Une séquence du Paléolithique inférieur au Paléolithique récent dans les Balkans : la grotte Kozarnika à Orechets (nord-ouest de la Bulgarie), résumé.
2. 1 2  Nikolay Sirakov, Tsenka Tsanova, Svoboda Sirakova, Stanimira Taneva, Ivaylo Krumov, Irena Dimitrova et Natalia Kovatcheva, « Un nouveau faciès lamellaire du début du Paléolithique supérieur dans les Balkans », PALEO, volume 19, 2007 (consulté le 12 décembre 2020).
3. ↑  Marcel Otte (1997) - « Contacts trans-méditerranéens au Paléolithique », in: El Món mediterrani despres del pleniglacial (18.000 - 12.000 BP), Fullola, J. M. et Soler, N., (Éds.), Girone, Colloqui Banyoles 1995, Centre d'Investigacions Arqueològiques, sèrie monogràfica núm. 17, pp. 29-39.